# Pau Alsina
Pau Alsina (Sallent, Bages, 22 de gener de 2008 - Saragossa, 21 de juliol de 2025) va ser un pilot de motociclisme català.
Amb sis anys Alsina ja destacava en motocross, i també participava en proves de velocitat, supermotard i dirt-track. Amb 11 anys competí al campionat espanyol de Moto4, i posteriorment al Campionat d'Europa de Motociclisme de Velocitat i acabà fitxant per l'equip Estrella Galícia.
El 19 de juliol va patir un accident mentre s'entrenava al circuit de MotorLand, a l'Aragó, sortint projectat per sobre de la seva moto i picant de cap a terra. Fou traslladat d'urgència a l'hospital de Saragossa, on va ser intervingut quirúrgicament, però malauradament no va poder superar les ferides que va patir en l'accident. En el moment del seu decés era considerat una de les grans promeses del motociclisme català, i estava competint al campionat del món de JuniorGP a les files del Team Estrella Galicia 0,0.